# Balyos
Balyos o Balyoz (originalment Baylos) era el títol de l'ambaixador venecià a l'Imperi Otomà, establert a Constantinoble. Derivada de l'italià bailo.
La figura es va crear per tractat de 18 d'abril de 1454 que renovava un acord de 1408, que establia el dret de Venècia a tenir un bailo a Pera, amb jurisdicció sobre afers interns dels mercaders i la possibilitat de concedir passaports. La figura va subsistir fins al 1797 quan es va extingir la república.